# NFATC2IP
NFATC2IP‏ (None) هوَ بروتين يُشَفر بواسطة جين NFATC2IP في الإنسان.